# Живи и дай умереть (роман)
«Живи и дай умереть» (англ. Live and Let Die) — второй роман Яна Флеминга о приключениях британского агента Джеймса Бонда.

## Сюжет
Познакомьтесь — Джеймс Бонд. Безупречный, блестяще образованный красавец. Абсолютно безжалостен и смертельно опасен.
Друзей в беде не бросают. Поэтому именно Бонду суждено разбираться в запутанном деле, перед которым спасовали его заокеанские коллеги из ЦРУ и ФБР. Агенту 007 предстоит захватывающая и смертельно опасная поездка в Америку, в ходе которой ему придётся близко познакомиться с главой афроамериканской мафии, посетить экзотические Карибские острова и даже испытать на себе магию жрецов Вуду.
ФБР, ЦРУ и МИ6 подозревают чернокожего гангстера по кличке мистер Биг в сотрудничестве с советской разведкой. Буонапарте Игнасия Галлия (БИГ) — бывший агент американской контрразведки во Франции, а ныне главарь мафиозного клана в Гарлеме, глава колдовской секты «Черный паук» контролирует через чернокожих рабочих транспортную систему США. Свою шпионскую сеть мистер Биг финансирует с помощью сокровищ легендарного пирата Генри Моргана, распродавая старинные монеты из найденного клада. Именно их появление на «черном» рынке США и дало толчок совместному расследованию, в котором участвуют Феликс Лейтер и, конечно же, Джеймс Бонд.

## Персонажи
- Джеймс Бонд / Агент 007 — главный герой
- Мистер Биг / Бонапарт Игнасиас Галлия — главный злодей
- Солитэр / Симона Латрель — девушка Бонда
- Тии Хии Джонсон — второстепенный злодей
- Феликс Лейтер — друг Бонда, агент ЦРУ
- М — начальник Бонда
- Кворрел — союзник Бонда
- Шептун — второстепенный злодей
- Джон Стренджвейз — союзник Бонда
- Мисс Манипенни — сотрудник Бонда

## Экранизации
Фильм Живи и дай умереть стал дебютом для Роджера Мура в роли Джеймса Бонда. Некоторые сцены из книги попали в другие фильмы: сцена, где Бонда и Солитэр тащат за катером на канате, появилась в фильме «Только для ваших глаз» (1981), а эпизод с Феликсом Лайтером и акулой перекочевал в «Лицензию на убийство» (1989). В снятом в 1973 году фильме из книги использованы лишь общие сюжетные линии и имена персонажей. В фильме настоящее имя злодея — доктор Кананга, и вместо золотых монет он занимается распространением героина. Рози Карвер, чернокожего агента Гарольда Страттера и луизианского шерифа Дж. У. Пеппера в книге не было.

## См. фильмы
- «Живи и дай умереть» — 1973 — Бонда играет Роджер Мур
- «Только для ваших глаз» — 1981 — Бонда играет Роджер Мур
- «Лицензия на убийство» — 1989 — Бонда играет Тимоти Далтон